# Sydenham Benoni Alexander
Sydenham Benoni Alexander (* 8. Dezember 1840 bei Charlotte, North Carolina; † 14. Juni 1921 ebenda) war ein US-amerikanischer Politiker. Zwischen 1891 und 1895 vertrat er den Bundesstaat North Carolina im US-Repräsentantenhaus.

## Werdegang
Sydenham Alexander war ein Cousin von US-Vizepräsident Adlai Stevenson (1835–1914) und Senator John Sharp Williams (1854–1932). Er besuchte zunächst Schulen in Rocky River und Wadesboro. Danach studierte er bis 1860 an der University of North Carolina in Chapel Hill. Während des Bürgerkrieges diente er als Offizier in verschiedenen Positionen im Heer der Konföderation. Nach dem Krieg begann Alexander als Mitglied der Demokratischen Partei eine politische Laufbahn. Zwischen 1879 und 1901 saß er im Senat von North Carolina. Er war auch an der Gründung des North Carolina Agricultural and Mechanical College beteiligt, dessen Kuratorium er später angehörte. Außerdem war er Präsident der Eisenbahngesellschaft North Carolina Railroad.
Bei den Kongresswahlen des Jahres 1890 wurde Alexander im sechsten Wahlbezirk von North Carolina in das US-Repräsentantenhaus in Washington, D.C. gewählt, wo er am 4. März 1891 die Nachfolge von Alfred Rowland antrat. Nach einer Wiederwahl konnte er bis zum 3. März 1895 zwei Legislaturperioden im Kongress absolvieren. Im Jahr 1894 verzichtete er auf eine erneute Kandidatur. Nach seinem Ausscheiden aus dem US-Repräsentantenhaus zog sich Alexander auf seine Plantage „Enderly Plantation“ im Mecklenburg County zurück, die er bewirtschaftete. Im Jahr 1906 zog er nach Charlotte, wo er am 14. Juni 1921 verstarb.